# فيفيكا ا. فوكس
فيفيكا ا. فوكس (بالإنجليزية: Vivica A. Fox) (من مواليد 30 يوليو 1964) هي ممثلة ومنتجة ومقدمة برامج تلفزيونية أمريكية. بدأت مسيرتها المهنية برنامج تلفزيوني موسيقي منوع قطار الروح (1982-1983) ولعبت أدوارًا في المسلسلات التلفزيونية أيام حياتنا (1988) و أجيال (1989-1992). في لعبت دور البطولة أمام باتي لابيل في السلسل الهزلية في الخارج طوال الليل (1992-1993) على قناة إن بي سي. جاءت انطلاقة فوكس في عام 1996، بأدوار في فيلمين ناجحين في شباك التذاكر، يوم الاستقلال للمخرج رولان إيميريش.

## مواقع خارجية
- فيفيكا ا. فوكس على موقع IMDb (الإنجليزية)
- فيفيكا ا. فوكس على موقع روتن توميتوز (الإنجليزية)
- فيفيكا ا. فوكس على موقع ألو سيني (الفرنسية)
- فيفيكا ا. فوكس على موقع ميوزك برينز (الإنجليزية)
- فيفيكا ا. فوكس على موقع أول موفي (الإنجليزية)
- فيفيكا ا. فوكس على موقع قاعدة بيانات الأفلام السويدية (السويدية)
- فيفيكا ا. فوكس على موقع إن إن دي بي (الإنجليزية)
- فيفيكا ا. فوكس على موقع ديسكوغز (الإنجليزية)
- فيفيكا ا. فوكس على موقع قاعدة بيانات الفيلم (الإنجليزية)
- فيفيكا ا. فوكس على موقع كينوبويسك (الروسية)